# The Violet Flame
The Violet Flame es el decimosexto álbum del dúo británico de synthpop Erasure, fue publicado el 22 de septiembre de 2014. Producido por el músico conocido como Richard X, quien ya había colaborado con ellos en su material anterior, fue anunciado oficialmente a través de su sitio oficial de Internet.
En la edición de lujo se incluye un CD directo en el Short Circuit Festival de la gira Total Pop! Tour en 2011.
The Violet Flame alcanzó el puesto 20 del ranking británico, la mejor posición de un álbum de Erasure de los últimos 11 años (en 2003, Other People's Songs alcanzó el puesto 17). Los otros puestos más altos de los últimos tiempos habían sido los álbumes recopilatorios: Total Pop que fue 21 en 2009 y Hits que fue 15 en 2003. Desde 1997 que Erasure no llegaba al Top 20 con un álbum original con temas propios y nuevos.
También alcanzó el puesto número 41 en el ranking alemán, posición 48 en Estados Unidos, puesto 5 en Dinamarca y puesto 100 en España.

## Lista de temas
Edición en CD e Internet
| The Violet Flame |                                |          |  |
| N.º              | Título                         | Duración |  |
| 1.               | «Dead of Night»                | 3:16     |  |
| 2.               | «Elevation»                    | 4:17     |  |
| 3.               | «Reason»                       | 3:43     |  |
| 4.               | «Promises»                     | 3:46     |  |
| 5.               | «Be the One»                   | 3:43     |  |
| 6.               | «Sacred»                       | 4:06     |  |
| 7.               | «Under the Wave»               | 3:46     |  |
| 8.               | «Smoke & Mirrors»              | 3:48     |  |
| 9.               | «Paradise»                     | 3:23     |  |
| 10.              | «Stayed A Little Late Tonight» | 3:51     |  |

| Disco dos solo en edición limitada de lujo "Live at The Short Circuit Festival"(grabado en The Roundhouse -Londres, 14 de mayo de 2011-) |                                        |          |  |
| N.º | Título                                 | Duración |  |
| 1. | «Hideaway»                             | 4:00     |  |
| 2. | «Fingers & Thumbs (Cold Summer's Day)» | 2:57     |  |
| 3. | «Heavenly Action»                      | 4:25     |  |
| 4. | «Always»                               | 3:49     |  |
| 5. | «Ship of Fools»                        | 4:05     |  |
| 6. | «Victim of Love»                       | 4:01     |  |
| 7. | «Breathe»                              | 4:25     |  |
| 8. | «Chains of Love»                       | 3:59     |  |
| 9. | «Sometimes»                            | 3:46     |  |
| 10. | «Blue Savannah»                        | 4:22     |  |
| 11. | «A Little Respect»                     | 3:27     |  |

| Disco tres solo en edición limitada de lujo "The Violet Flame Remixed" |                                                                     |          |  |
| N.º                                                                    | Título                                                              | Duración |  |
| 1.                                                                     | «Dead of Night» (WAWA In The Dark remix)                            | 6:01     |  |
| 2.                                                                     | «Elevation» (BT remix)                                              | 7:10     |  |
| 3.                                                                     | «Reason» (Carter Tutti Remix (Edit))                                | 4:16     |  |
| 4.                                                                     | «Promises» (Astrolith remix)                                        | 6:00     |  |
| 5.                                                                     | «Be the One» (Paul Humphries remix)                                 | 5:01     |  |
| 6.                                                                     | «Sacred» (Daniel Miller remix)                                      | 5:39     |  |
| 7.                                                                     | «Under the Wave» (Parralox remix)                                   | 5:30     |  |
| 8.                                                                     | «Smoke and Mirrors» (Atatika remix)                                 | 4:40     |  |
| 9.                                                                     | «Paradise» (Black Light Odyssey Remix)                              | 5:39     |  |
| 10.                                                                    | «Stayed A Little Late Tonight» (Koishii & Hush v’s Ric Scott remix) | 5:14     |  |

## Créditos
The Violet Flame fue escrito por Vince Clarke, Andy Bell y Richard X.

### Datos técnicos
- Productor: Erasure y Richard X.
- Productor adicional y mezcla: Pete Hofmann.
- Ingeniero de grabación, producción adicional y programación: Evan Sutton.
- Masterización: Mike Marsh en The Exchange Mastering.
- Grabado en The Roundhouse.
- Diseño de arte: supervisado por Paul A. Taylor en Mute.

#### The Violet Flame Remixed
- Materización: Stefan Betke en Scape Mastering, Berlín.

## Datos adicionales
En The Violet Flame, Vince Clarke y Andy Bell por primera vez incluyeron a alguien más en la autoría de las canciones (Richard X). El único antecedente se encuentra en "First Contact", lado B del sencillo Rain.

El 15 de abril de 2015, con motivo del Record Store Day, se editará el vinilo The Violet Flame Remixes.